# Enrico Baudi di Vesme
Enrico Baudi di Vesme, né à Turin le 21 novembre 1857 où il est mort le 22 mars 1931, est un explorateur italien.

## Biographie
Fils de Carlo Baudi di Vesme (it), en 1889 il atteint l'Ogaden et en 1891, en partant de Berbera en Somalie britannique sur la côte d'Aden, explore le Chébéli avec Giuseppe Candeo (it).